# アメリカガラス
アメリカガラス (亜米利加烏、Corvus brachyrhynchos)は、スズメ目カラス科の鳥類。
アメリカガラスは北アメリカに広く分布しており、ウエストナイル熱（西ナイル熱）の影響を受けやすく、ウイルスの広がりを追跡するための指標生物として有用である。

## 分布
北アメリカ

## 亜種
以下の4種の亜種が確認されている。
- Corvus brachyrhynchos brachyrhynchos
- Corvus brachyrhynchos hesperis
- Corvus brachyrhynchos pascuus
- Corvus brachyrhynchos paulus

## 形態
大きさは39cm〜53 cm。体重は約300～600gで全身が光沢のある黒色をしており、雌雄同色。また、オスはメスに比べ体長が大きい傾向にある。

## 生態

### 食性
アメリカガラスの好物はトウモロコシや小麦などの穀物だが、基本的には雑食であり、ネズミやカエルなどの生きた小動物、死んだ動物の腐肉や人間の残飯、植物の種子、その他の鳥類の卵やヒナ（幼鳥）などを捕食する。秋や冬など寒い季節はナッツやドングリなどの木の実を主食とする。

### 繁殖
アメリカガラスは協同で繁殖を行う鳥である。アメリカガラスのペアは過去に育てた子と共に繁殖を行うため、繁殖期には最大で15羽の大家族を形成する。誕生した子の多くは、翌年以降に親が新しい巣で繁殖するのを手伝うため、4～5年間は親と共に生活する。また、アメリカガラスは生後2年間は繁殖を行わない。
繁殖のシーズンの開始は早く、4月上旬までに半数以上のヒナが孵化する。
アメリカガラスのほとんどはカシの木に、多種多様な植物の枝で巣を作る。多くのペアは3～6個の卵を産み、およそ18日間、オスとメスが交代で卵を温める。孵化からおよそ36日には本格的に餌を食べるようになる。卵やヒナには天敵が多く、ヘビやアライグマ、ワタリガラスやイエネコに捕食されることが多い。稀ではあるが、アメリカワシミミズクやタカ、ハヤブサやワシなどの大型の鳥類、コヨーテやボブキャットなどの大型獣も天敵となる。

## 人間との関係
アメリカガラスは穀物を好物とするため、穀物を栽培するアメリカの農家からは嫌われ者だが、穀物を栽培する上で害虫となる昆虫を捕食するため、逆に好まれるということもしばしば起こる。しかしながら、他のカラスのようにゴミ捨て場やゴミの埋め立て地でゴミを散乱させるため、アメリカ人の多くはアメリカガラスに良い印象を持っていない。

## ウエストナイル熱による影響
アメリカガラスはウエストナイル熱（西ナイル熱）に容易に感染する。ウエストナイル熱はもともと蚊を媒介としたアフリカのウイルスで、西暦1000年頃から人や家畜に脳炎を引き起こし、旅行先で蚊に刺されて感染した人により1999年に北米に感染が拡大した。それにより、アメリカガラスの個体数は1999年以来45％まで減少していると推定されている。